# Bousse, Moselle
Bousse är en kommun i departementet Moselle i regionen Grand Est (tidigare regionen Lorraine) i nordöstra Frankrike. Kommunen ligger i kantonen Metzervisse som tillhör arrondissementet Thionville-Est. År 2022 hade Bousse 3 254 invånare.

## Befolkningsutveckling
Antalet invånare i kommunen Bousse
| Referens: INSEE |